# Departamento Deseado
Das Departamento Deseado liegt im Nordosten der Provinz Santa Cruz im Süden Argentiniens und ist eine der sieben Verwaltungseinheiten in der Provinz.
Es grenzt im Norden an die Provinz Chubut, im Osten an den Atlantischen Ozean, im Süden an das Departamento Magallanes und im Westen an das Departamento Lago Buenos Aires.
Die Hauptstadt des Departamento Deseado ist Puerto Deseado.

## Bevölkerung

### Übersicht
Das Ergebnis der Volkszählung 2022 ist noch nicht bekannt. Bei der Volkszählung 2010 war das Geschlechterverhältnis mit 55.505 männlichen und 52.125 weiblichen Einwohnern eher unausgeglichen mit einem Männerüberhang.
Nach Altersgruppen verteilte sich die Einwohnerschaft auf 32.022 Personen (29,8 %) im Alter von 0 bis 14 Jahren, 70.539 Personen (65,5 %) im Alter von 15 bis 64 Jahren und 5.069 Personen (4,7 %) von 65 Jahren und mehr.

### Bevölkerungsentwicklung
Das Gebiet ist sehr dünn besiedelt. Die Bevölkerungszahl ist seit 1947 stetig gestiegen. Die Schätzungen des INDEC gehen von einer Bevölkerungszahl von 157.167 Einwohnern per 1. Juli 2022 aus.
| Jahr | 1947   | 1960   | 1970   | 1980   | 1991   | 2001   | 2010    | 2022    |
| Einwohner                                                                                                | 17.256 | 16.929 | 29.939 | 40.576 | 56.879 | 72.953 | 107.630 | k. Ang. |
| Bevölkerungsentwicklung des Departements seit 1947; Quelle: Ergebnisse der Volkszählungen in Argentinien |        |        |        |        |        |        |         |         |

## Städte, Gemeinden und Lokalverwaltungen
Das Departamento besteht aus 
- der Gemeinde/Stadt Caleta Olivia
- der Gemeinde/Stadt Las Heras
- der Gemeinde/Stadt Pico Truncado
- der Gemeinde/Stadt Puerto Deseado
- der Siedlung Cañadón Seco
- der Siedlung Fitz Roy
- der Siedlung Jaramillo
- der Siedlung Koluel Kayke

und zahlreichen Orten/Streusiedlungen (Parajes), Bahnhöfen (Estaciones) und Landgütern (Estancias).